# Klyvöppning
|  | Wiktionary har en ordboksartikel om klyvöppning. |

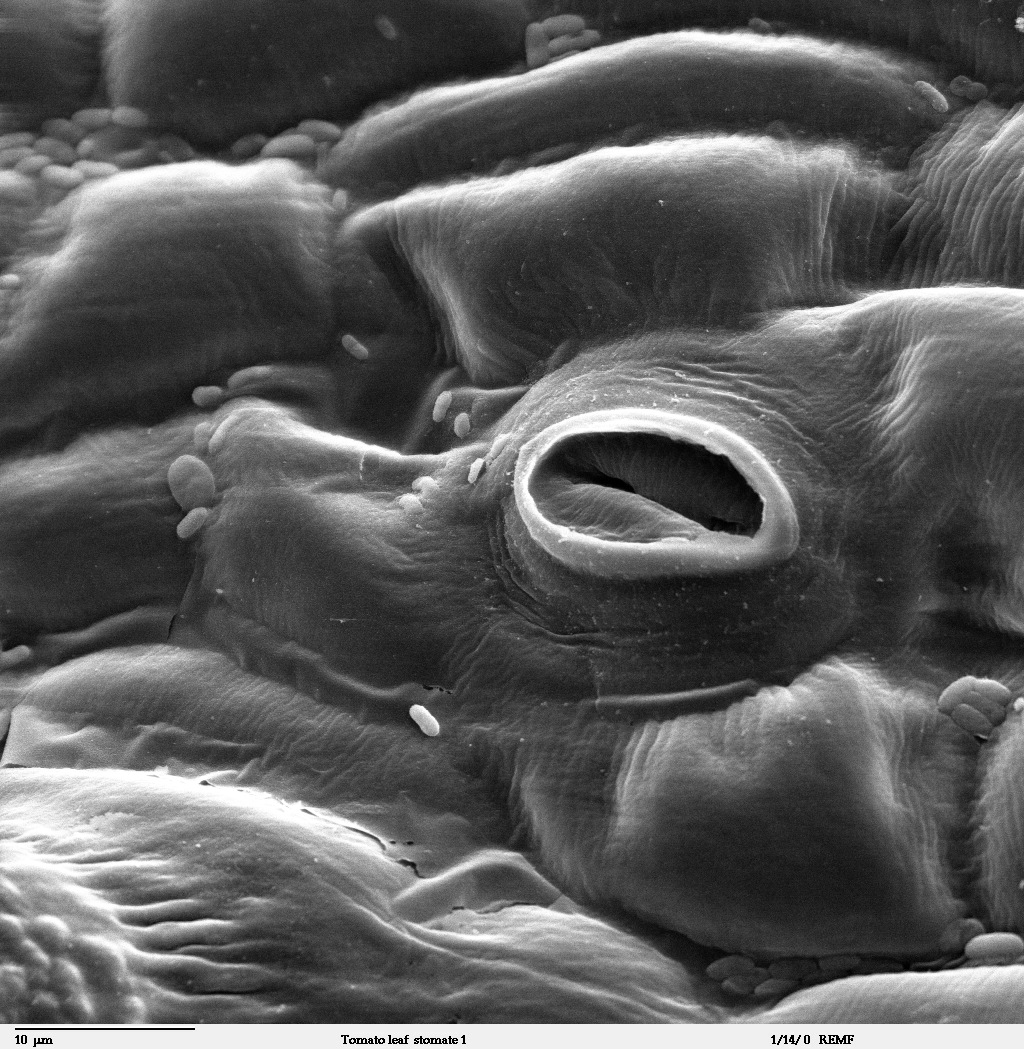
Klyvöppning på blad på tomatplanta, fotograferad med svepelektronmikroskop.

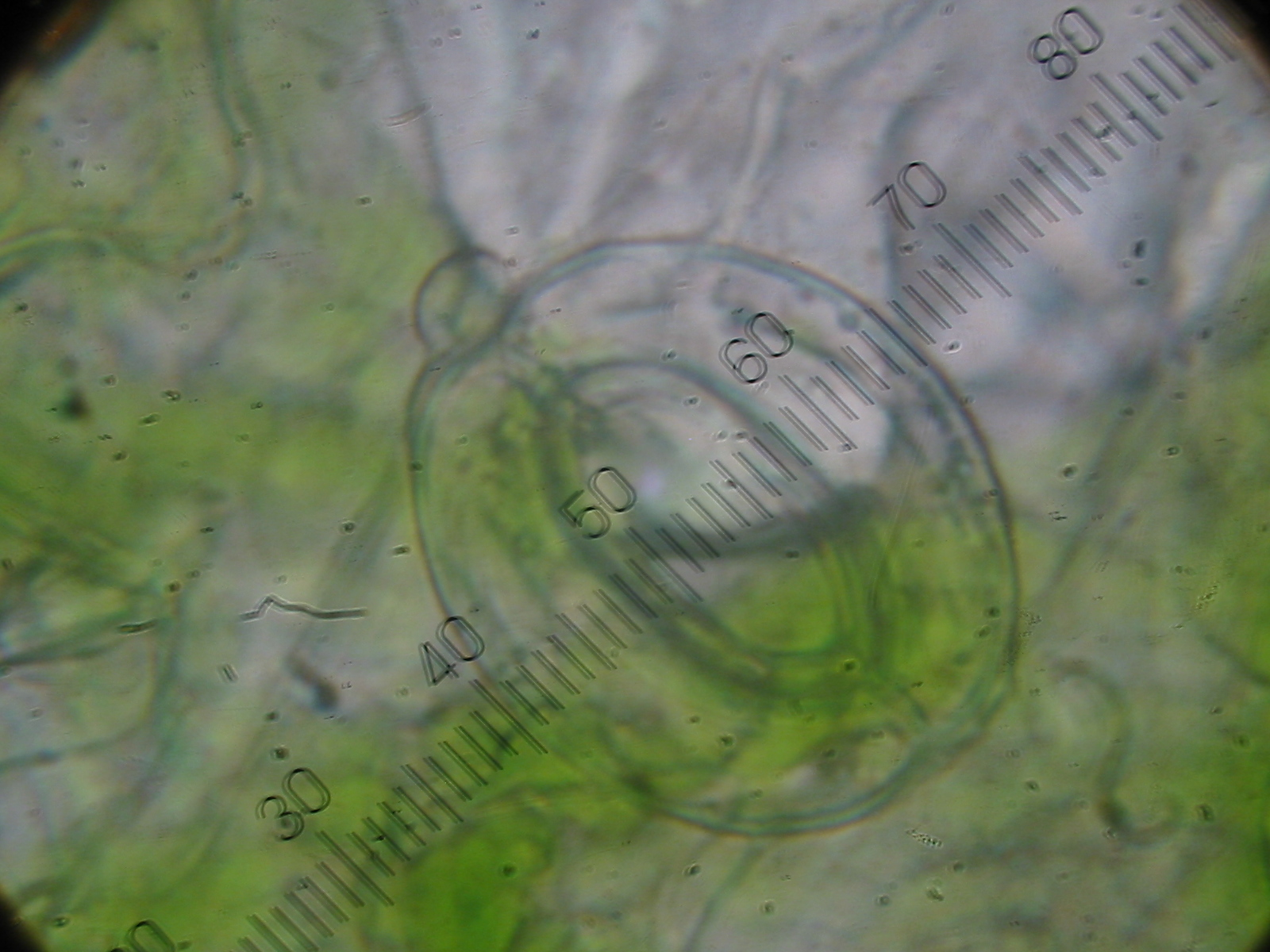
Klyvöppning på blad, fotograferad i ljusmikroskop.

Klyvöppningar (stomata) är mikroskopiskt små öppningar (porer) som finns på växternas blad, framför allt på undersidan. Klyvöppningarnas funktion är att reglera hur snabbt bladet utbyter gas med omgivningen. Varje por har två specialiserade läppceller som kontrollerar öppningens storlek. Ur den luft som kommer in genom poren kan bladet utvinna koldioxid som används vid fotosyntes och/eller syrgas som används vid cellandning. Överskott av syrgas eller koldioxid (beroende på process) lämnar bladet med den luft som går ut genom klyvöppningen. I denna gas finns också vattenånga som avdunstat från vattnet inne i bladet (transpiration). 
När det börjar bli ont om växttillgängligt vatten i rotzonen, stängs klyvöppningarna för att minimera transpirationen. Samtidigt stryps koldioxidtillförseln, varpå fotosyntesen upphör.

## Klyvöppningarnas fördelning
Dikotyledoner (tvåhjärtbladiga växter) har oftast många fler klyvöppningar på undersidan (i undre epidermis) än på ovansidan. Eftersom dessa blad är horisontellt orienterade är ovansidan exponerad för direkt solbestrålning och därmed varmare, så koncentrering av klyvöppningarna till undersidan minskar vätskeförlusten.
Monokotyledoner (enhjärtbladiga växter) är annorlunda uppbyggda. Eftersom deras blad ofta är i stort sett vertikalt orienterade kan de lika gärna ha lika många klyvöppningar på båda sidorna. 
Växter vars blad flyter på vatten har inga klyvöppningar på undersidan eftersom de kan utbyta gaser direkt med vattnet. Växter som växer helt nedsänkta i vatten har inga klyvöppningar alls.  
Enkelt förklarat: Små munnar som utbyter gas med omgivningen, de tar upp koldioxid samt släpper ut syrgas och vattenånga.